# Aulacomitrium humillimum
Aulacomitrium humillimum là một loài rêu trong họ Ptychomitriaceae. Loài này được Mitt. mô tả khoa học đầu tiên năm 1891.